# ピーター・ランボーン・ウィルソン
ピーター・ランボーン・ウィルソン（Peter Lamborn Wilson、1945年10月20日 - 2022年5月22日）はアメリカ合衆国のアナキズムの著述家、評論家、詩人である。ハキム・ベイの筆名で一時的自律ゾーン (TAZ) の概念を最初に提起した人物として知られる。

## 経歴と業績
初期の業績については、かれの最初期の作物の訳者プロフィールに次のように書かれている。
コロンビア大学で学んだ後、広く中東、アフガニスタン、パキスタン、インド、ネパールを旅して回った。西ベンガルではタントラを研究し、多くのスーフィーの神殿と師とを訪ねた。1971年、ニューヨークのマースデン財団の研究助成金を得てニマトラーヒーの研究を始めた
この研究は著書『愛の王たち』 Kings of Love の基礎となった。訳者経歴は以下のように続く。
1974年と1975年にはロンドンとテヘランでイスラーム世界フェスティバルの顧問を務めた。1974年、サイイド・ホセイン・ナスルの下で、在テヘラン、イラン王立哲学アカデミー〔IIAP〕の英語出版の編集主幹となり、ナスル、井筒俊彦、アンリ・コルバンといった人々とともに研究を行い、かれらの著作を発行した。IIAPの紀要「ソフィア・ペレニス - 永遠の智慧」 Sophia Perennis の編集人でもあった。
ピーター・ランボーン・ウィルソンはイスラム革命の間、イランを離れた。1980年代、かれの思想はある種のゲノン的伝統主義から、アナキズムとシチュアシオニストの思想に、異端的スーフィズムとネオペイガニズムとを複合させたものへと発展し、その思想は「アナキスト存在論」または「イミディアティズム」〔瞬間直接主義〕という言葉で表現された。過去にはニューヨークのブルックリンで非営利出版プロジェクト、アウトノメディア〔オートノミディア〕の編集に携わったこともあった。
アナキズムと一時的自律ゾーンについての著作に加え、堂の伝統、ユートピア主義者シャルル・フーリエ、ファシストのガブリエーレ・ダヌンツィオ、スーフィズムと古代ケルト文化の眉唾な関係、テクノロジーとラッダイト運動、古代アイルランドにおけるベニテングタケの使用、スーフィーの伝統における神聖少年愛といったさまざまなトピックについて書いている。また、稚児愛について北アメリカ少年愛協会の会報に寄稿してもいる。
ハキム・ベイの詩的テクストと詩は『P.A.N.』、『パンソロジー』1・2・3、『ガニメデ』、『優雅な屍体』、「アコライト・リーダー」シリーズのペーパーバックに掲載されている。「サンドバーグ」シリーズを含むこれらの詩の多くは『ドッグスター』 DogStar （未完）にまとめられている。現在、かれの文章は『フィフス・エステイト』誌やニューヨークを基盤とする『First of the Month』といった出版物で定期的に目にすることができる。
かれはまた、少なくとも1冊の小説 - 『カマール年代記 ― 鴉石』 The Chronicles of Qamar: Crowstone - を発表している。

## 哲学

### 存在論的アナーキー
評論集『イミディアティズム』においてハキム・ベイは、かれが「存在論的アナーキー」と呼ぶ、かれ特有のアナキズムとアナーキーの概念について説明している。かれはこれを次のように定義する。
| 「 | 〈存在論的アナーキー〉は、わたしたちが目覚めて自分たちの一日を創造することを提案する - たとえ〈国家〉の陰の傍らにあろうとも - そこでは眠れる膿疱の巨人が、そしてその〈秩序〉という夢が、スペクタクル的暴力の痙攣として転移しているのだ…わたしたちの創造行為を促すに足る唯一の〈有意〉な力とは、欲望であるように思える。言い換えれば、シャルル・フーリエはそれを「情念」と呼んだ。カオスとエロースが（大地と古き夜と並ぶ）ヘーシオドスの最初の神格であるように、かれらの宇宙創成的な誘引力圏の外では、いかなる人間的企ても起こりえない。〈情念〉の論理は、あらゆる「ステイト」〔静態〕は不可能であり、あらゆる「秩序」は幻想だ、という結論に至る。ただし、欲望のそれを除いては。存在〔常在〕はなく、生成があるだけだ - だから実行可能な統治とは愛すなわち「誘引力」による統治しかない。文明とはたんに、合理性という静止した薄い幕の向こう側に、欲望だけが価値を創造するのだという真実を隠して自らを欺いているにすぎない…遊牧生活〔ノマディズム〕と反乱は、わたしたちに〈存在論的アナーキー〉の「日常生活」の可能なモデルを提供する…驚異的なものを日常生活へ浸透させること - 「シチュアシオン」〔状況〕の創造 - は「物質的肉体原理」に、想像力に、今現在の活ける組織に宿るのだ。 - Immediatism by Hakim Bey. AK Press. 1994. pg. 2 | 」 |

同論集では、個人と感覚によって知覚された外界との関係についての見解と、かれが「イミディアティズム」と呼ぶ解放理論についても論じている。

## 批判
『社会的アナキズムかライフスタイル・アナキズムか ― 架橋しえぬ亀裂』において、マレイ・ブクチン〔マリー・ブクチン〕はハキム・ベイの著作を、かれが「ライフスタイル・アナキズム」と呼ぶものの部類に入れた。かれは、ライフスタイル・アナキズムには神秘主義、オカルティズム、非合理主義に向かう傾向があるとして批判したのであった。ハキム・ベイは公の場ではこれに応答しなかった。ボブ・ブラックは『左翼主義の後のアナーキー』の中でブクチンに対する返答を書いた。

## 脚註
1. ↑  Bey, Hakim (1991). “An esoteric interpretation of the I.W.W. preamble”. The International Review:  2–3.
2. ↑  Green, Penelope (2022年6月11日). “Peter Lamborn Wilson, Advocate of ‘Poetic Terrorism,’ Dies at 76” (英語). The New York Times. ISSN 0362-4331 2025年2月27日閲覧。
3. ↑  “Peter Lamborn Wilson (1945-2022) | anarchistnews.org”. anarchistnews.org. 2022年5月24日閲覧。
4. ↑  Fakhruddin 'Iraqi: Divine Flashes, page viii. Paulist Press, 1983.
5. ↑  Wilson, Peter Lambourn. Contemplation of the Unbearded - The Rubaiyyat of Awhadoddin Kermani. Paidika, Vol.3, No.4, 1995.
6. ↑  Michael Muhammad Knight (2012). William S. Burroughs Vs. the Qur'an. Soft Skull Press. pp. 76–79. ISBN 978-1593764159
7. ↑  OCLC 16810252
8. ↑  Immediatism by Hakim Bey. AK Press. 1994.
9. ↑  Bookchin, Murray. Social Anarchism or Lifestyle Anarchism (1995). AK Press: Stirling. ISBN 978-1-873176-83-2. (pp. 20-26)

## 著訳書リスト
- The Winter Calligraphy of Ustad Selim, & Other Poems (1975) (Ipswich, England) ISBN 0-903880-05-9
- Science and Technology in Islam (1976) (with Leonard Harrow)
- Traditional Modes of Contemplation & Action (1977) (editor, with Yusuf Ibish)
- Nasir-I Khusraw: 40 Poems from the Divan (1977) (translator and editor, with Gholam Reza Aavani) ISBN 0-87773-730-4
- DIVAN (1978) (poems, London/Tehran)
- Kings of Love: The Poetry and History of the Nimatullahi Sufi Order of Iran (1978) (translator and editor, with Nasrollah Pourjavady; Tehran)
- Angels (1980, 1994) ISBN 0-500-11017-4 (abridged edition: ISBN 0-500-81044-3)
- Weaver of Tales: Persian Picture Rugs (1980) (with Karl Schlamminger)
- Loving Boys: Semiotext(e) Special (1980) (editor as Hakim Bey; Semiotext(e) (New York))
- Divine Flashes (1982) (by Fakhruddin 'Iraqi, translated and introduced with William C. Chittick; Paulist Press (Mahwah, New Jersey)) ISBN 0-8091-2372-X
- Crowstone: The Chronicles of Qamar (1983) (as Hakim [Bey])
- CHAOS: The Broadsheets of Ontological Anarchism (1985) (as Hakim Bey; Grim Reaper Press (Weehawken, New Jersey))
- Semiotext(e) USA (1987) (co-editor, with Jim Fleming)
- Scandal: Essays in Islamic Heresy (1988) (Autonomedia (Brooklyn, New York)) ISBN 0-936756-15-2
- The Drunken Universe: An Anthology of Persian Sufi Poetry (1988) (translator and editor, with Nasrollah Pourjavady) ISBN 0-933999-65-8
- Semiotext(e) SF (1989) (co-editor, with Rudy Rucker and Robert Anton Wilson)
- The Universe:  A Mirror of Itself (1992?) (Xexoxial Editions (La Farge, Wisconsin))
- Aimless Wandering: Chuang Tzu's Chaos Linguistics (1993) (as Hakim Bey; Xexoxial Editions (La Farge, Wisconsin))
- Sacred Drift: Essays on the Margins of Islam (1993) (City Lights Books (San Francisco)) ISBN 0-87286-275-5
- The Little Book of Angel Wisdom (1993, 1997) ISBN 1-85230-436-7 ISBN 1-86204-048-6
- O Tribe That Loves Boys: The Poetry of Abu Nuwas (1993) (translator and editor, as Hakim Bey) ISBN 90-800857-3-1
- Pirate Utopias: Moorish Corsairs and European Renegadoes (1995, 2003) (Autonomedia (Brooklyn, New York)) ISBN 1-57027-158-5
- Millennium (1996) (as Hakim Bey; Autonomedia (Brooklyn, New York) and Garden of Delight (Dublin, Ireland)) ISBN 1-57027-045-7
- "Shower of Stars" Dream & Book: The Initiatic Dream in Sufism and Taoism (1996) (Autonomedia (Brooklyn, New York)) ISBN 1-57027-036-8
- Escape from the Nineteenth Century and Other Essays (1998) (Autonomedia (Brooklyn, New York)) ISBN 1-57027-073-2
- Wild Children (1998) (co-editor, with Dave Mandl)
- Avant Gardening: Ecological Struggle in the City & the World (1999) (co-editor, with Bill Weinberg) ISBN 1-57027-092-9
- Ploughing the Clouds: The Search for Irish Soma (1999) ISBN 0-87286-326-3
- TAZ: The Temporary Autonomous Zone, Ontological Anarchy, Poetic Terrorism, Second Edition (2003) (as Hakim Bey; incorporates full text of CHAOS and Aimless Wanderings; Autonomedia (Brooklyn, New York)) ISBN 1-57027-151-8
- Orgies Of The Hemp Eaters (2004) (co-editor as Hakim Bey with Abel Zug) ISBN 1-57027-143-7
- rain queer (2005) (Farfalla Press (Brooklyn, New York)) ISBN 0-9766341-1-2
- Gothick Institutions (2005) ISBN 0-9770049-0-2
- Green Hermeticism:  Alchemy and Ecology; (with Christopher Bamford and Kevin Townley, Lindisfarne (2007)) ISBN 1-58420-049-9
- Black Fez Manifesto (2008) ISBN 978-1-57027-187-8
- Ec(o)logues (Station Hill of Barrytown, 2011) ISBN 978-1-58177-115-2

### 日本語訳
- ピーター・ランボーン・ウィルソン 『海賊ユートピア 背教者と難民の17世紀マグリブ海洋世界』 菰田真介訳、以文社、2013年。
- ピーター・ランボーン・ウィルソン 『天使 ―神々の使者―』〈イメージの博物誌〉、鼓みどり訳、平凡社、1995年。
- ハキム・ベイ 『T.A.Z. 一時的自律ゾーン』  箕輪裕訳、インパクト出版会、1997年。
  - Hakim Bey, T.A.Z. The Temporary Autonomous Zone, Ontological Anarchy, Poetic Terrorism, Japanese translation by MINOWA Yu.